# Вошь пчелиная

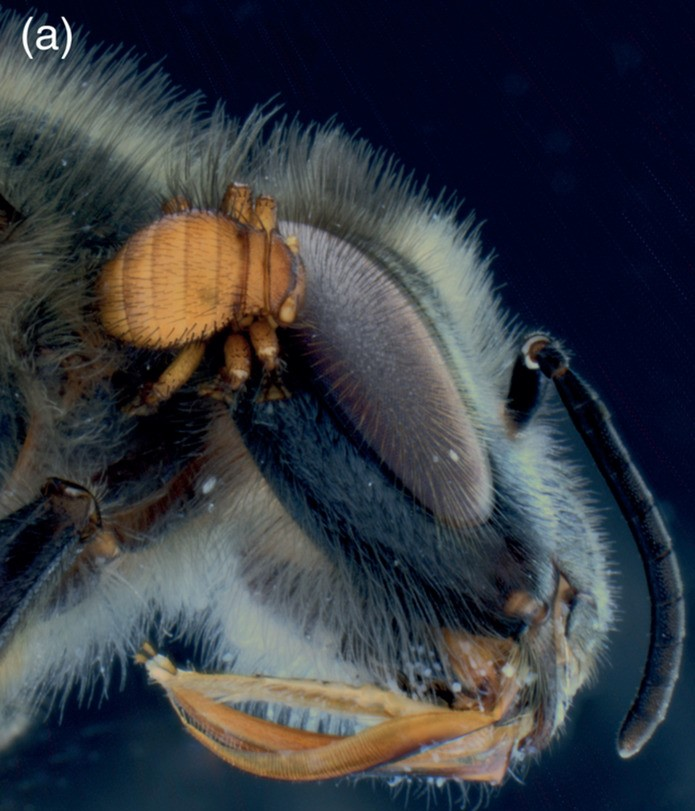
Браула на голове пчелы

Вошь пчелиная, или браула (лат. Braula coeca) — вид бескрылых пчелиных вшей (Braulidae) из отряда двукрылых насекомых.

## Распространение
Встречаются повсеместно (практически всюду, где есть медоносные пчёлы): Прибалтика, Белоруссия, Молдавия, Украина, Западная Европа, Северная Америка, Австралия, Африка.

## Описание
Длина около 1,5 мм. Крылья, жужжальца и глаза отсутствуют. Первый брюшной тергит покрыт густыми волосками. Тело коричневое (глаза и ноги светлее); лапки 5-члениковые. Куколки желтовато-белого цвета, длина 1,4—1,7 мм, ширина 0,5—0,75 мм; яйца белые, овальные; длина 0,78—0,81 мм, ширина 0,28—0,33 мм. Вид был впервые описан в 1818 году немецким зоологом Христианом Людвигом Ничем.
Являются комменсалами или паразитами медоносных пчёл. На поражённых матках может находиться до десятка этих мелких насекомых. Питаются сладким кормом, который выделяют рабочие пчёлы и матки. Вызывают сокращение яйцекладки маток и истощение пчёл (браулёз). Личинки минируют соты.:178-180